# Selección femenina de rugby 7 de Brasil
La Selección femenina de rugby 7 de Brasil es el equipo femenino nacional de la modalidad de seven. Es sin duda la mejor selección sudamericana, compite desde el 2004 del Seven Sudamericano organizado por Sudamérica Rugby.

## Historia
Su debut en competiciones oficiales ocurrió en el Seven Sudamericano Femenino 2004 disputado en Barquisimeto, Venezuela, coronándose como las primeras campeonas sudamericanas en la modalidad de rugby reducido, desde esa fecha se ha consolidado como la principal potencia de la región en rugby 7.
En 2009 participó en la primera edición de la Copa del Mundo de Rugby 7 desarrollada en Dubái.
En 2016 participó en Torneo femenino de rugby 7 en los Juegos Olímpicos de Río de Janeiro 2016, la primera aparición del rugby 7 en los Juegos Olimpicos obteniendo el noveno puesto.
Su primera derrota ante un rival de Sudamérica fue en los Juegos Panamericanos de 2019, donde perdió ante Colombia.

## Uniforme
En el uniforme principal, la camiseta es amarilla y presenta vivos verdes, short verde con franja amarilla fina y medias blancas. La camiseta de alternativa tiene los colores invertidos respecto de la anterior y la acompaña un short blanco y medias verdes.

## Palmarés
- Juegos Suramericanos (3): 2014, 2018, 2022

- Seven Sudamericano Femenino (21): 2004, 2005, 2007, 2008, 2009, 2010, 2011, 2012, 2013, 2014, 2016,[7] 2017 I, 2017 II, 2018, 2019 I, 2019 II, 2019 III, 2020, 2021, 2022, 2023

- Seven Sudamericano Femenino Juvenil: 2019

- Stanislas Sevens (1): 2014[8]

- Seven Femenino de Hong Kong: 2019

## Participación en copas
| - Dubái 2009: 10.º puesto - Moscú 2013: 13.º puesto - San Francisco 2018: 13.º puesto - Ciudad del Cabo 2022: 11.º puesto - Serie Mundial 12-13: 10.º puesto (12 pts) - Serie Mundial 13-14: 9.º puesto (18 pts) - Serie Mundial 14-15: 10.º puesto (20 pts) - Serie Mundial 15-16: 10.º puesto (12 pts) - Serie Mundial 16-17: 11.º puesto (11 pts) - Serie Mundial 17-18: 14.º puesto (2 pts) - Serie Mundial 18-19: 16.º puesto (1 pts) - Serie Mundial 19-20: 12.º puesto (6 pts) - Serie Mundial 21-22: 11.º puesto (24 pts) - Serie Mundial 22-23: 11.º puesto (16 pts) - SVNS 23-24: 10.º puesto - SVNS 24-25: 9º puesto - Río 2016: 9.º puesto - Tokio 2020: 11.º puesto - París 2024: 10.º puesto - Toronto 2015: 3.º puesto - Lima 2019: 4.º puesto - Santiago 2023: 3.º puesto - Santiago 2014: 1.º puesto - Cochabamba 2018: 1.º puesto - Asunción 2022: 1.º puesto | - Barquisimeto 2004: Campeón - São Paulo 2005: Campeón - Viña del Mar 2007: Campeón - Punta del Este 2008: Campeón - São José dos Campos 2009: Campeón - Mar del Plata 2010: Campeón - Bento Gonçalves 2011: Campeón - Río de Janeiro 2012: Campeón - Río de Janeiro 2013: Campeón - Santa Fe 2015: No participó - Río de Janeiro 2016: Campeón - Villa Carlos Paz 2017: Campeón - Montevideo 2017: Campeón - Montevideo 2018: Campeón - Asunción 2019: Campeón - Lima 2019: Campeón - Montevideo 2019: Campeón - Montevideo 2020: Campeón - Montevideo 2021: Campeón - Saquarema 2022: Campeón - Montevideo 2023: Campeón - Asunción 2023: 2.º puesto - Lima 2024: 2.º puesto - Lima 2025: 3.º puesto - Sao José dos Campos 2018: 2.º puesto - Santiago 2019: Campeón - Women's Sevens Challenge Cup 2011-12: 10° puesto - Stanislas Sevens 2014: Campeón |